# Almacén de pescado de Massarelos
El almacén de pescado de Massarelos o también almacenes frigoríficos de Massarelos, es un edificio industrial portugués, situado en la actual freguesia de Lordelo do Ouro e Massarelos, junto a la margen derecha del río Duero en Oporto. Construido en la década de 1930, a partir de un proyecto del arquitecto Januário Godinho y del ingeniero Correia de Araújo, constituye uno de los iconos de la arquitectura moderna de Oporto.

## Historia
El origen del edificio se debió a la necesidad de suplir la carencia de calidad en la venta del pescado en los mercados públicos, lo que llevó al ayuntamiento de Oporto a construir este almacén frigorífico que funcionaría también como lonja. 
La construcción se inició en 1932 y se prolongó hasta marzo de 1934, año en que inició su funcionamiento. El frigorífico y la lonja se empezaron a explotar, de forma novedosa en Portugal, en 1937. Entre 1937 y 1938 se construyó una ampliación para oficinas y viviendas que alteró las fachadas originales, obra del mismo Januário Godinho.
Con el tiempo fue perdiendo el uso para el que fue diseñado, dedicándose al almacenamiento de grasas, mantequilla y, casi exclusivamente, a la fabricación de hielo. Una vez perdida su función original y tras pasar por diferentes propietarios y por diferentes usos, en 1977 el edificio se clasificó como Inmueble de Interés Público, mediante Decreto n. 129/77, de 29 de septiembre, publicado en el «Diário da República».
Tras décadas de deterioro, abandono, de una ocupación y de operaciones inmobiliarias fallidas, la construcción acabó finalmente vendiéndose en 2012 para reconvertirse en un hotel.

## Descripción
Con influencias del art déco y del expresionismo alemán, este edificio racionalista, de planta rectangular, construido en hormigón armado, se desarrolla en dos cuerpos y cuatro alturas, mostrando grandes vanos en la fachada y un programa eminentemente funcional. La entrada principal en esquina, presentaba, antes de la última reforma, un gran portón, originariamente para la entrada de mercancías, con amplia superficie acristalada en los niveles superiores. Los vanos quedan claramente definidos por medio de jambas, frisos, o por elementos horizontales breves o verticales, más intensos. En la esquina redondeada se desarrollan amplios balcones. La verticalidad, que compensa la horizontalidad de la amplia fachada de la nave principal, estrictamente industrial, se culmina con la torre del reloj que se sitúa en la terraza y que constituye, además, un elemento de referencia en el paisaje urbano.